# Río Chimoré
El río Chimoré es un río amazónico boliviano ubicado en el departamento de Cochabamba, nace en las coordenadas 17°32′53″S 64°48′02″O / -17.54806, -64.80056 a una altura aproximada de 2.860 m s. n. m., desde este punto el río discurre en sentido noroeste hasta la entrada de este en las llanuras en las coordenadas 17°07′54″S 65°10′27″O / -17.13167, -65.17417 para discurrir en sentido contrario "noreste" hasta la confluencia con el río Ichilo en las coordenadas 16°44′33″S 64°50′38″O / -16.74250, -64.84389 formando así al río Mamorecillo, tiene una longitud total de 200 kilómetros. El río pasa por el municipio de Chimoré.

## Asentamientos humanos
En las cercanías del río se han desarrollado diferentes poblaciones, entre ellas la ya mencionada Chimoré, Central Chimoré, Central Nueva Esperanza, 6 de Agosto, Puerto Alegre, Primero de Agosto, 14 de Enero y Estaño Palmito.